# Martonyi
Martonyi é um município da Hungria, situado no condado de Borsod-Abaúj-Zemplén. Tem 17,57 km² de área e sua população em 2015 foi estimada em 412 habitantes.